# Апостолы Линнея

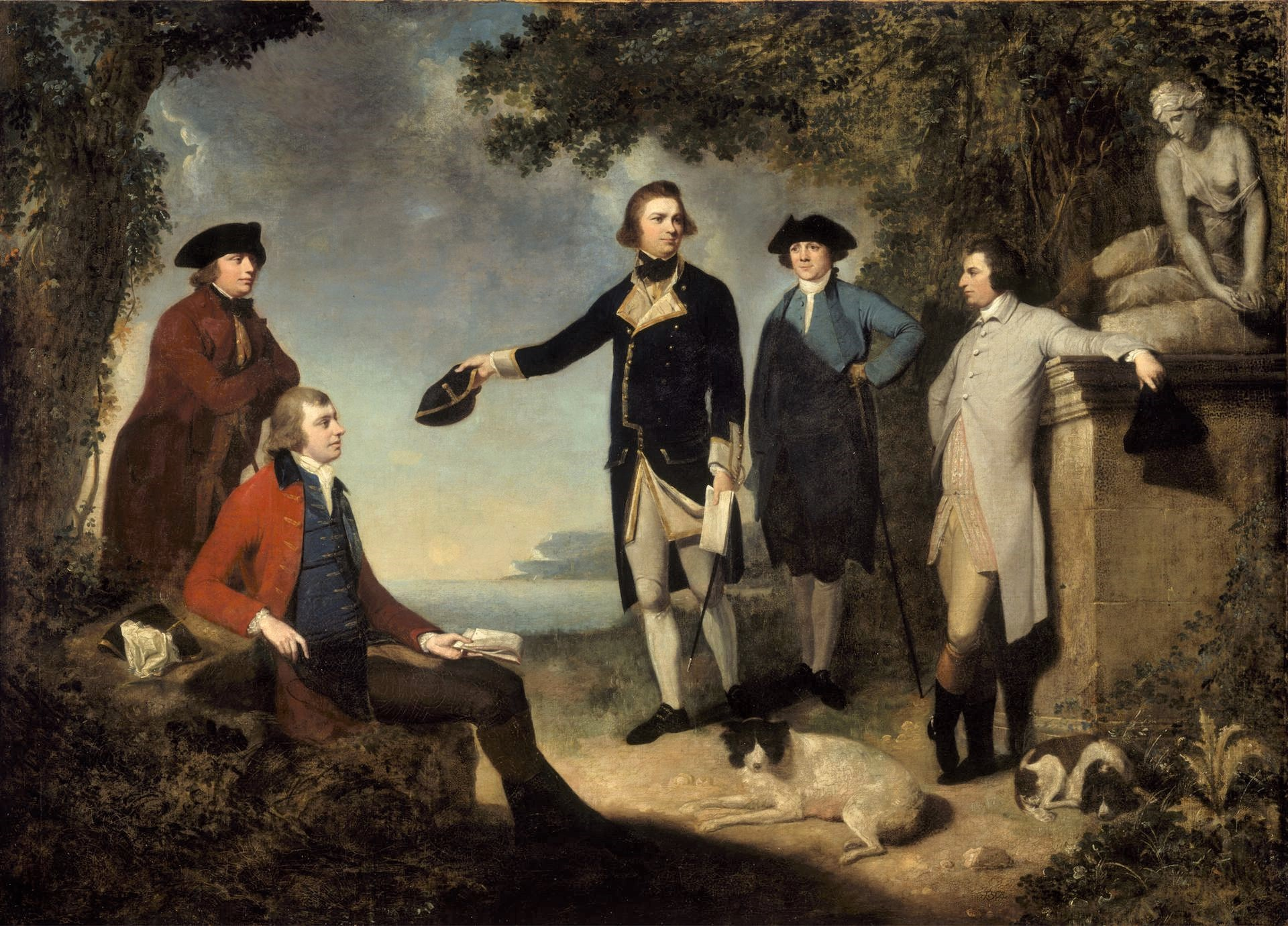
Один из «апостолов Линнея», Даниель Соландер (крайний слева), вместе с Джозефом Банксом (слева, сидит) сопровождают Джеймса Кука (в центре) во время путешествия в Австралию.
Картина Джона Мортимера, 1771

«Апостолы Линнея» — ученики великого шведского естествоиспытателя Карла Линнея (1707—1778), которые участвовали в ботанических и зоологических экспедициях в самых разных частях света, начиная с конца 1740-х годов, собирая семена растений, гербарные и зоологические образцы. Планы некоторых из этих экспедиций были разработаны, либо одобрены самим Линнеем или при его участии. Экспедиции проводились во второй половине XVIII века, и Линней назвал студентов «апостолами».
Многие апостолы начали свой путь из Швеции. Обладая хорошими организаторскими способностями и достаточно обширными связями в высших слоях шведского общества, Линнею не раз удавалось добиться выделения денежных средств на осуществление различных проектов, связанных с исследовательскими работами в далёких странах. В качестве спонсоров таких проектов выступали и Шведская Ост-Индская компания (некоторые ученики Линнея отправились в путешествия в Ост-Индию и Китай на кораблях этой компании в качестве врачей или священников), и сама королевская чета. Все экспедиции в те времена были связаны с большими опасностями, семеро из семнадцати «апостолов» во время путешествий умерли; среди них был и самый первый ученик Линнея, отправленный им в экспедицию, — Кристофер Тэрнстрём, который скончался от тропической лихорадки на острове Коншон в 1746 году. После того как вдова Тэрнстрёма обвинила Линнея в том, что именно по его вине её дети будут расти сиротами, он стал отправлять в экспедиции только тех своих учеников, которые были неженаты.
Линней оставался участником большинства экспедиций. Он часто оставлял апостолам заметки и намечал, что им следует искать во время своих путешествий, а апостолы посылали Линнею письма и ботанические образцы. По возвращении они обычно отдавали Линнею подборку всего собранного. Однако Даниель Роландер решил не передавать свою коллекцию и подвергся критике со стороны Линнея.
Многие недавно открытые растения, животные и насекомые были названы и каталогизированы Линнеем и апостолами. В результате экспедиции апостолов помогли распространить таксономию Линнея — систему классификации организмов. Кроме того, один из поклонников Линнея, английский ботаник Джозеф Бэнкс, был вдохновлён на то, чтобы начать традицию для всех британских исследовательских кораблей иметь на борту натуралиста. Таким образом, апостолы оказали прямое влияние на будущие экспедиции, такие как экспедиция Чарлза Дарвина на борту HMS Beagle.

## Истоки

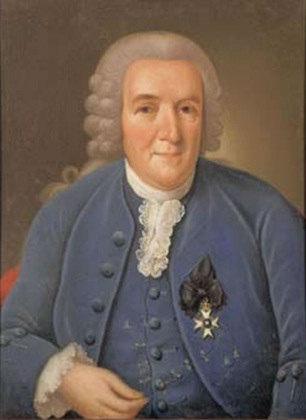
Карл Линней

Карл Линней родился 23 мая 1707 года в Росхульте, Смоланд, Швеция. Линней поступил в Уппсальский университет для изучения ботаники и медицины в 1728 году, после учебы отправился в Нидерланды изучать медицину. Находясь в Нидерландах, опубликовал Systema Naturae, в которой описывается новая система классификации растений.
Линней вернулся в Швецию в мае 1741 года и был назначен профессором медицины в Уппсальском университете. Девять лет спустя он стал ректором университета, положив начало периоду, когда естественные науки пользовались наибольшим уважением.
Лекции Линнея обычно были полными и часто проводились в Ботаническом саду. Он учил студентов думать самостоятельно и никому не доверять. Субботние ботанические экскурсии летом пользовались большей популярностью, чем его лекции. Линней и студенты исследовали флору и фауну в окрестностях Уппсалы. Кроме того, он позволил некоторым из лучших учеников жить с ним в своём доме.
Среди выдающихся учеников Линнея наиболее многообещающие и целеустремленные совершали ботанические экспедиции в различные уголки мира, часто с помощью своего профессора. Эти семнадцать авантюристов были названы «апостолами Линнея». Объем этой помощи варьировался; иногда он использовал свое влияние в качестве ректора, чтобы предоставить своим апостолам место в экспедиции или стипендию. Большинству апостолов были даны указания, что искать во время своих путешествий. Апостолы собирали, систематизировали и классифицировали новые растения, животных и минералы в соответствии с системой классификации Линнея. Собранные во время путешествия коллекции большинство «апостолов» привозили или присылали Линнею. Коллекции Фредрика Хассельквиста, скончавшегося в Смирне, были арестованы за долги и позже с большими сложностями выкуплены королевой Швеции Ловисой Ульрикой.

## «Апостолы»

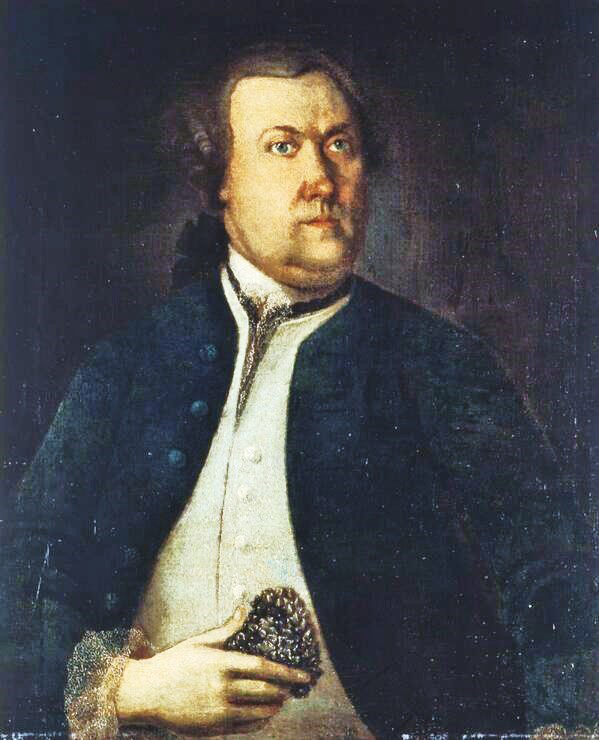
Пер Кальм

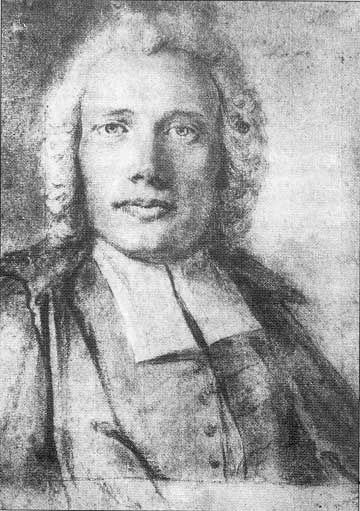
Пер Осбек

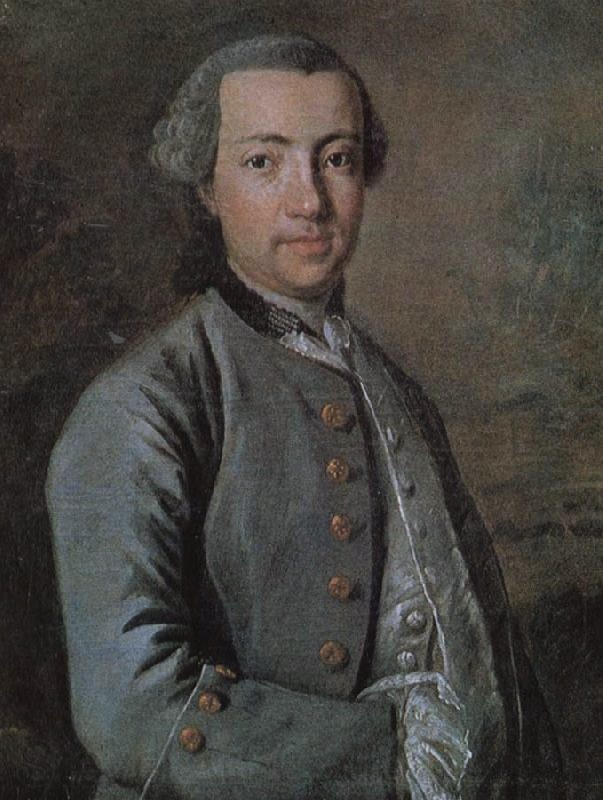
Пер Форссколь

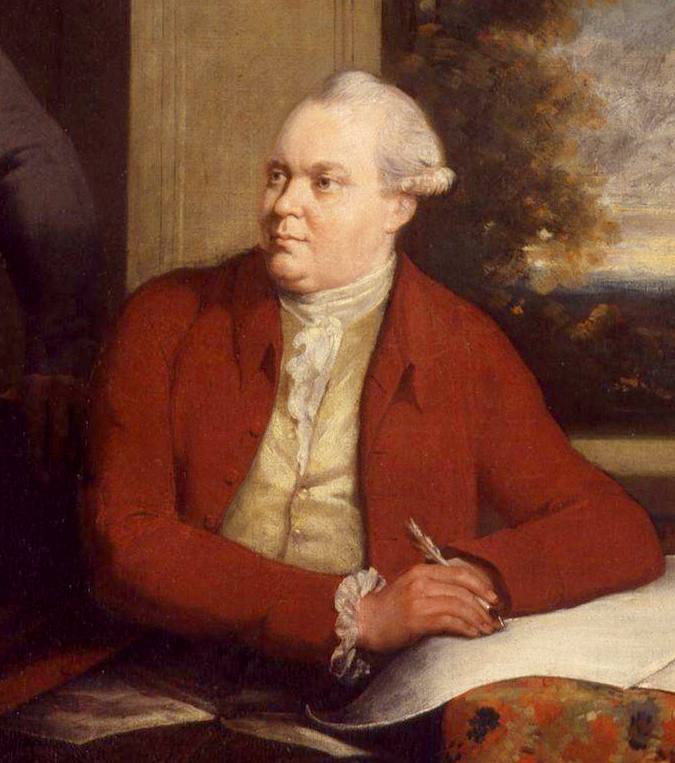
Даниэль Соландер

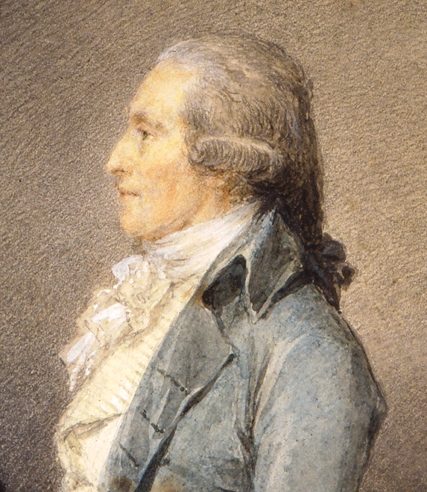
Андерс Спаррман

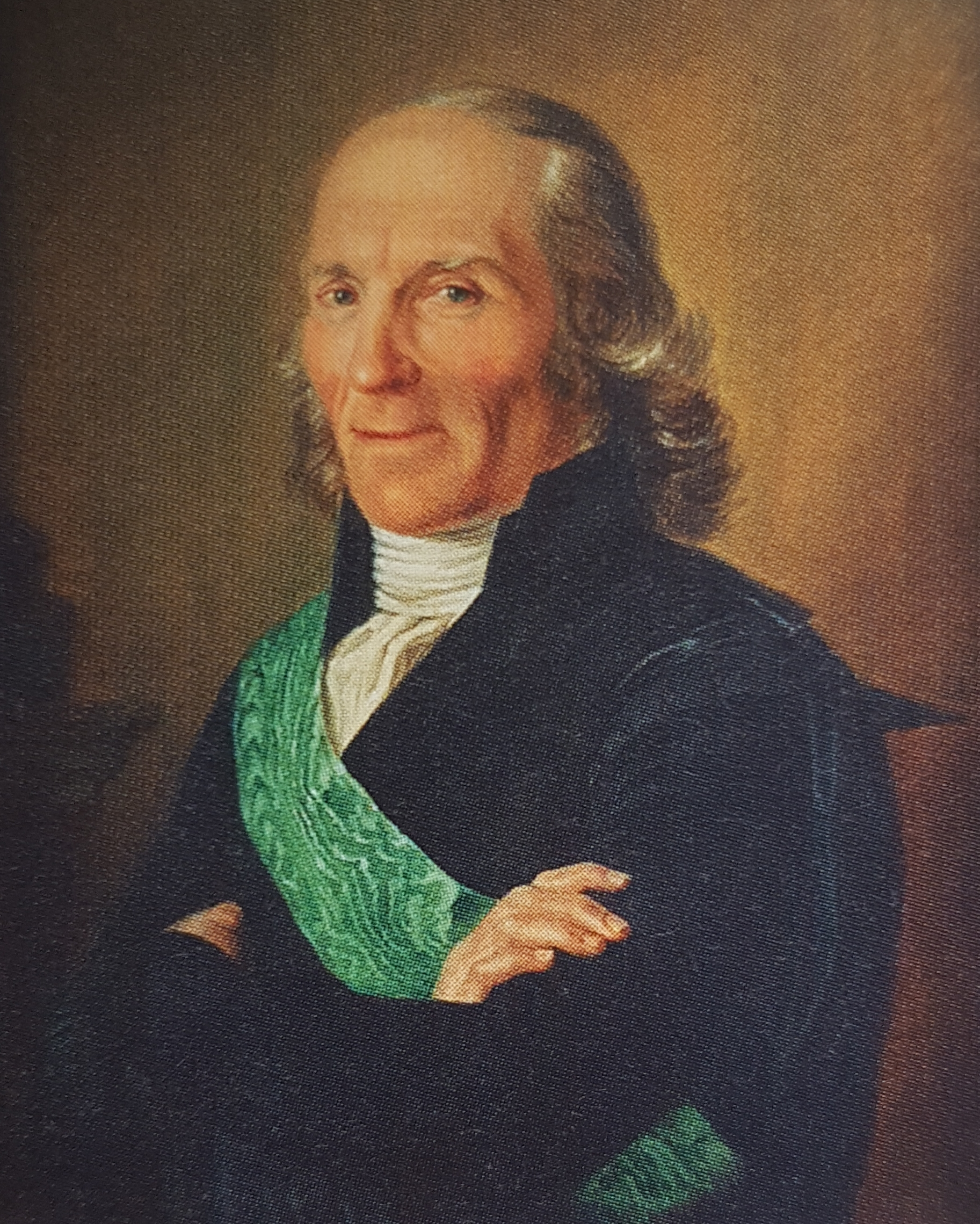
Карл Тунберг

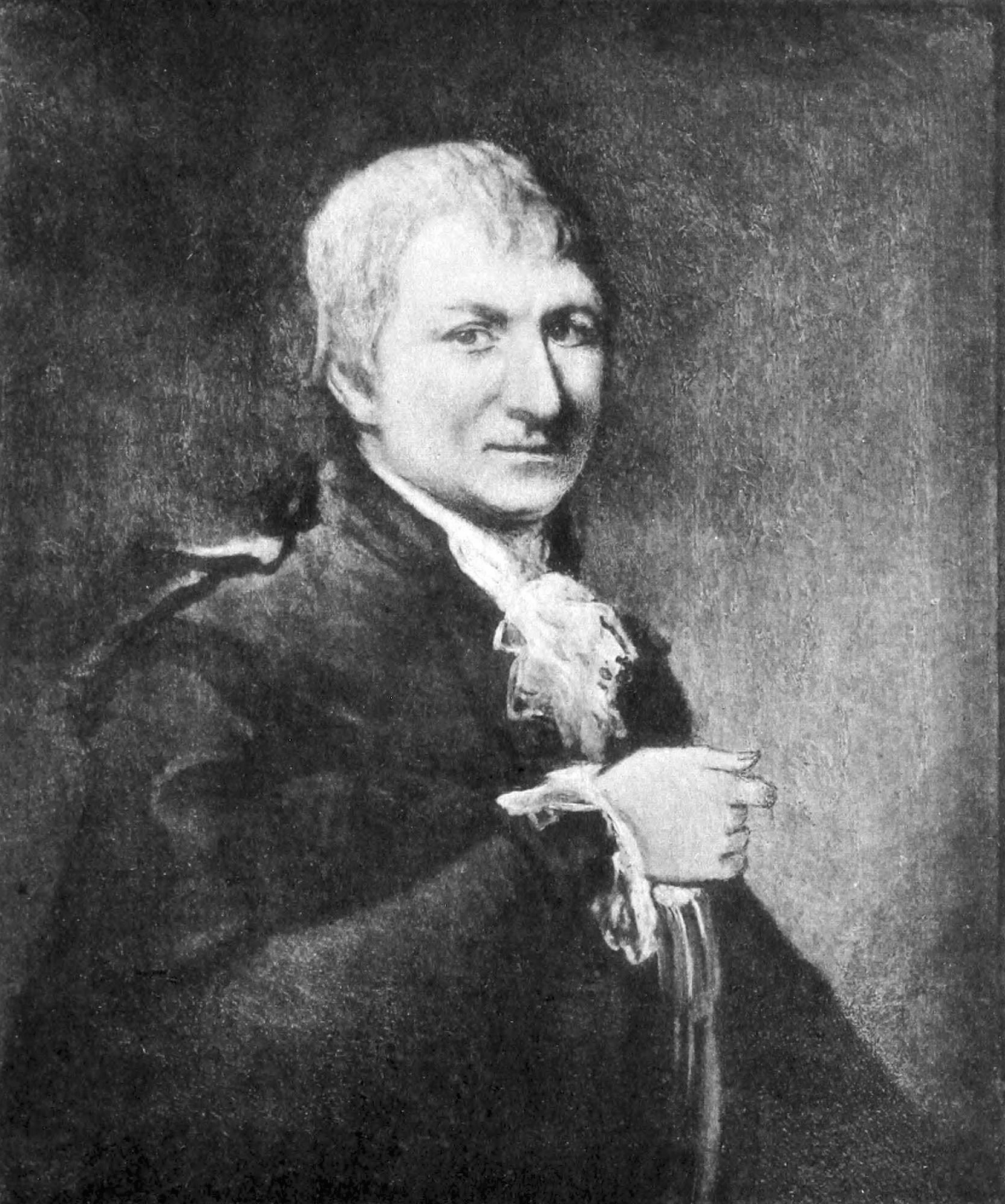
Адам Афцелиус

Обычно к «апостолам Линнея» причисляют 17 его учеников, перечисленных в приведённой ниже таблице в порядке первого отъезда в экспедицию.
|    | Апостолы                   | Род. | Ум.  | Годы и места экспедиций |
| -- | -------------------------- | ---- | ---- | --- |
| 1  | Тэрнстрём, Кристофер       | 1703 | 1746 | Линней разрешил Тэрнстрёму провести ботаническую экспедицию в Китай.. В начале 1746 года Тэрнстрём получил право бесплатного проезда на корабле Calmar Шведской Ост-Индской компании в Китай. Он взял составленный Линнеем список предметов для сбора, в который входили растения, животные и насекомые. Однако Calmar прекратил плавание возле острова Коншон (у современного вьетнамского побережья), потому что был вынужден найти зимнюю стоянку. 4 декабря 1746 года Тэрнстрём умер от тропической лихорадки, так и не успев отправить в Швецию ботанические и зоологические образцы. Его вдова обвинила Линнея в том, что её дети остались без отца. После смерти Тэрнстрёма Линней позволил стать своими апостолами только неженатым мужчинам. |
| 2  | Кальм, Пер                 | 1715 | 1779 | Родился в Швеции в семье финнов и стал учеником Линнея в декабре 1740 года. Он предложил Линнею отправиться в Северную Америку с ботанической экспедицией. Линней согласился, и в ноябре 1747 года Кальм начал своё путешествие в Северную Америку, спонсируемое университетами Уппсалы и Або. Осенью 1748 года добрался до Филадельфии. Оказавшись там, он пробыл в Северной Америке два с половиной года, посетив штаты Пенсильвания, Нью-Джерси, Нью-Йорк и южную Канаду. Затем он вернулся в Швецию. Кальм — один из немногих апостолов, которые действительно оправдали надежды Линнея; привезя с собой большую коллекцию прессованных растений и семян. Его опыт путешествий позже был опубликован в трёхтомной книге En resa til Norra America. |
| 3  | Хассельквист, Фредрик      | 1722 | 1752 | Фредрик Хассельквист услышал, как Линней говорил о ботанически неизведанном Восточном Средиземноморье, и решил отправиться туда. Хассельквист был беден, и чтобы экспедиция стала возможной, он полагался на спонсорскую помощь Линнея и Улофа Цельсия. 7 августа 1749 года он отплыл из Стокгольма в Измир (город в Турции), где провёл зиму. Впоследствии отплыл в Египет, где пробыл десять месяцев, прежде чем вернуться. По пути миновал Сирию, Кипр, Родос и Хиос. Он вернулся в Измир с богатой коллекцией ботанических и зоологических находок, а также минералов. 9 февраля 1752 года умер, не вернувшись в Швецию. Во время своей экспедиции он накопил большой долг, и Линнею сообщили, что коллекции и рукописи Хассельквиста не будут отправлены домой, пока долг не будет выплачен. Шведская королева Ловиса Ульрика выплатила долг, и Линней получил находки Хассельквиста. В 1757 году Линней опубликовал Iter Palaestinium, основанный на коллекциях и рукописях Хассельквиста. |
| 4  | Торен, Улоф                | 1718 | 1753 | Улоф Торен отправился в Сурат и Индию в качестве священника Шведской Ост-Индской компании в 1750 году. Он продолжил работу в Гуанчжоу (кантон) и Китае, прежде чем вернуться в Швецию. Во время своего путешествия он переписывался с Линнеем; эти письма были опубликованы посмертно в качестве приложения к рассказу о путешествии другого апостола, Пера Осбека. Торен заболел во время путешествия и умер вскоре после возвращения в 1753 году. Он вернулся с большой коллекцией образцов. |
| 5  | Осбек, Пер                 | 1723 | 1805 | Пер Осбек отплыл из Гётеборга в Китай в 1750 году на корабле Prins Carl. Его главной задачей было собрать чайный куст для Линнея. Он провёл четыре месяца в Гуанчжоу, где собрал много растений, но не чайный куст. Осбек вернулся в Швецию в июне 1752 года со своей коллекцией и несколькими другими предметами, которые подарил Линнею. |
| 6  | Лёфлинг, Пер               | 1729 | 1756 | Пер Лёфлинг был рекомендован Линнеем, когда испанский посол в Стокгольме попросил помощи в изучении испанской флоры. Лёфлинг отправился в Мадрид в 1751 году, где пробыл около двух лет. Он исследовал флору и фауну и регулярно отправлял растения Линнею. В 1754 году испанцы организовали экспедицию в Южную Америку, и Лёфлинг был приглашен присоединиться к ним. Сначала они остановились на Канарских островах, задержавшись там ненадолго, прежде чем отправиться в Венесуэлу. В Венесуэле Лёфлинг собирал растения с помощью двух своих помощников. Он оставался в Южной Америке до своей смерти 22 февраля 1756 года в Гайане. |
| 7  | Роландер, Даниель          | 1725 | 1793 | Даниель Роландер последовал за знакомым Линнея, Карлом Густавом Дальбергом, в Суринам в 1755 году. Хотя по дороге ему стало плохо, к тому времени, как он прибыл, то почти выздоровел. В Суринаме он пытался исследовать тропические леса, но ему не нравился климат. У него развилась алкогольная зависимость, и его здоровье начало ухудшаться. Он оставался там на протяжении семи месяцев, а затем вернулся с коллекцией растений и насекомых. Однако ничего из своей коллекции Линнею он не стал передавать. Сообщается, что это привело Линнея в «ярость». Линней, полный решимости приобрести части коллекции Роландера, ворвался к нему в дом и, как сообщается, украл растение Sauvagesia. Этот инцидент положил конец отношениям между двумя мужчинами, и Линней несколько раз плохо отзывался о Роландере. |
| 8  | Мартин, Антон              | 1729 | 1785 | Антон Мартин родился на территории современной Эстонии и позже приехал в Швецию, чтобы обучаться у Линнея. Линней помог Мартину получить небольшой грант от Королевской академии наук Швеции для поездки на Шпицберген - остров в Северном Ледовитом океане. В 1758 году Мартин присоединился к китобойной экспедиции на остров, но смог выбраться на берег только через несколько часов. Ему удалось взять образцы мхов и лишайников. Несмотря на то, как мало образцов он смог привезти, экспедиция Мартина заслужила похвалу Линнея. |
| 9  | Адлер, Карл Фредрик        | 1720 | 1761 | Карл Адлер отплыл в Ост-Индию в 1761 году на корабле Шведской Ост-Индской компании. Он также посетил Китай и Яву в той же экспедиции. Его путешествие было коротким. Адлер умер позже, в год своего отъезда, ещё на Яве. Однако перед смертью ему удалось отправить Линнею несколько образцов из Китая. |
| 10 | Форссколь, Пер             | 1732 | 1763 | Пер Форссколь родился в Финляндии и стал учеником Линнея, когда ему было 18 лет. Форсскола спросили, не хочет ли он присоединиться к датской экспедиции на Ближний Восток по заказу датского короля Фредерика V. Он посоветовался с Линнеем, и ему разрешили поехать. Хотя это была датская экспедиция, король Фредерик V заявил, что находки не будут размещены в Копенгагене до тех пор, пока их не изучат несколько международных ботаников, включая Линнея. Форссколь и экспедиция отплыли зимой 1761 года. Их первой остановкой была Александрия в Египте. Форссколь сделал много открытий в Суэце и одним из первых описал флору и фауну Красного моря. Экспедиция достигла Йемена в апреле 1763 года, где Форссколь нашёл коммифору, которая особенно интересовала Линнея. Однако он умер от малярии 11 июля 1763 года, прежде чем смог доставить коммифору Линнею. Форссколь работал над Flora Aegyptiaco-Arabica и Descriptiones Animalis во время экспедиции. Его работы были опубликованы посмертно в 1775 году другим участником экспедиции Карстеном Нибуром. |
| 11 | Спаррман, Андерс           | 1748 | 1820 | Еще до того, как стать апостолом, Андерс Спаррман совершил двухлетнее путешествие в Китай в качестве хирурга на корабле Шведской Ост-Индской компании. В 1771 году он отплыл в Южную Африку в качестве одного из апостолов Линнея, где исследовал флору и фауну. В следующем году его попросили присоединиться ко второй экспедиции Кука на Resolution. Во время путешествия он посетил и изучил растения в разных местах, включая Океанию и Южную Америку. Через два года он вернулся в Южную Африку, сделав много ботанических открытий. Он пробыл там еще восемь месяцев, прежде чем вернуться в Уппсалу в 1776 году. В 1787 году он отправился в Сенегал с экспедицией, чтобы найти землю для колонизации. Спаррман опубликовал свой путевой дневник Resa till Goda Hopps-Udden, södra Polkretsen och omkring Jordklotet, samt till Hottentott-och Caffer-Landen Åren 1772-1776 в трёх томах, 1783-1818. |
| 12 | Соландер, Даниэль Карлссон | 1733 | 1782 | Даниэль Соландер жил в доме Линнея, когда он был студентом в Уппсале. Линней любил его, пообещав Соландеру руку и сердце своей старшей дочери и сказав Соландеру, что он станет его преемником. По рекомендации Линнея Соландер отправился в Англию в 1760 году, где распространил таксономию Линнея. Через два года Линней устроил Соландеру должность профессора ботаники в Санкт-Петербурге. Линней был удивлён и разочарован, когда Соландер ответил, что решил остаться в Англии. Это повредило их отношениям, и впоследствии Линней, как слышали, называл его «неблагодарным Соландером». В 1768 году английский ботаник Джозеф Бэнкс нанял Соландера для сопровождения Джеймса Кука в его первом путешествии к Тихому океану на борту корабля Endeavour. Endeavour отправился в Австралию, Азию, Африку и несколько других мест, где Соландер и Бэнкс сделали много открытий в области естественных наук. Примерно через год после экспедиции, в 1772 году, Соландер и Бэнкс совершили еще одно ботаническое путешествие в Исландию. Он никогда не отправлял Линнею ничего из своей коллекции, но продолжал организовывать свои образцы в соответствии с системой Линнея. |
| 13 | Фальк, Иоганн Петер        | 1732 | 1774 | Иоганн Петер Фальк прибыл в Уппсальский университет в 1751 году и стал апостолом. Он последовал за Линнеем в его экспедицию в островную провинцию Готланд, а позже стал наставником сына Линнея, Карла. В 1760 году Линней призвал Фалька последовать за апостолом Форссколь в датскую экспедицию в Египет, но Фальк не получил одобрения датчан. В 1768 году Российская академия наук создала несколько экспедиций для исследования восточной России. Благодаря Линнею на Фалька возложили ответственность за одну из экспедиций, и в том же году он отправился в путь. Экспедиция исследовала множества места России, в том числе Волгоград и степи. Фальк исследовал и описывал местные обычаи, а также флору и фауну. Во время путешествия Фальк пристрастился к опиуму и на протяжении всей экспедиции страдал от депрессии. В 1774 году экспедиция достигла Казани, где Фальк покончил жизнь самоубийством. После смерти его сборники и журналы были отправлены в Санкт-Петербург для последующего завершения и публикации под названием Beyträga zur topografischen Kenntniss des Russichen Reichs в 1785–1786 годах Самуилом Гмелином. |
| 14 | Тунберг, Карл Петер        | 1743 | 1828 | Как и Линней, Карл Петер Тунберг прибыл в Уппсалу в возрасте 18 лет. Защитив диссертацию в 1770 году, он отправился в Париж. На обратном пути в Швецию он встретил в Амстердаме друга Линнея Йоханнеса Бурмана. Под влиянием Бурмана Тунберг стал хирургом Голландской Ост-Индской компании. Он присоединился к экспедиции в Японию, которая в то время была открыта только для голландских кораблей. Экспедиция остановилась в Южной Африке в 1772 году, где оставалась на протяжении трёх лет. За это время Тунберг обнаружил 300 новых видов растений и отправил многие из своих находок Линнею. В 1775 году экспедиция продолжилась на Яву, а затем в Японию. Все иностранцы в Японии были вынуждены оставаться на острове Дэдзима, за пределами Нагасаки, поэтому Тунбергу было трудно изучать материковую флору. Однако у него было много переводчиков, которых он попросил принести несколько образцов с материка, чтобы добавить их к тем растениям, которые он нашёл в садах Дэдзимы. Единственный раз, когда Тунберг смог исследовать японский пейзаж, был визит к сёгуну в Эдо. Через 15 месяцев он вернулся в Швецию, миновав по пути Цейлон. Из своих находок в Японии Тунберг опубликовал Flora Japonica. На основе своих находок в Южной Африке он опубликовал Flora Capensis. |
| 15 | Берлин, Андреас            | 1746 | 1773 | Андреас Берлин учился в Уппсальском университете у Линнея в качестве его ученика, прежде чем отправиться в Лондон, чтобы найти ботаническую экспедицию, к которой он смог бы присоединиться. В 1773 году он отправился в Гвинею с английским натуралистом Генри Смитманом. Цель экспедиции состояла в том, чтобы исследовать центральные части Африки, но, не дойдя до материка, Берлин умер от болезни желудка, находясь на Иль-де-Лос. Перед смертью Берлин успел отправить Линнею несколько образцов растений. |
| 16 | Ротман, Йоран              | 1739 | 1778 | Йоран Ротман изучал медицину в Уппсальском университете и защитил диссертацию под руководством Линнея. В 1773 году Ротман совершил путешествие в Северную Африку по заказу Шведской академии наук. Он посетил Ливию и Тунис, но не смог зайти так далеко вглубь страны, как хотел, из-за местных беспорядков. Он вернулся в Швецию в 1776 году с очень небольшим количеством находок. |
| 17 | Афцелиус, Адам             | 1750 | 1837 | Адам Афцелиус присоединился к английской экспедиции в Сьерра-Леоне в 1792 году после учебы и чтения лекций в Уппсале. Он вернулся в 1796 году, обнаружив много новых образцов, которые описал в некоторых своих ботанических трудах. Он также опубликовал автобиографию Линнея. |

Помимо «апостолов Линнея», другие его ученики также пересылали и привозили ему ботанические и зоологические образцы. К примеру, барон Клас Альстрёмер (1736—1794) после поездки по делам своего бизнеса в Испанию привёз оттуда своему учителю семена южноамериканского растения, которое позже было названо Линнеем альстрёмерией (Alstroemeria).

Эти экспедиции апостолов имели, может быть, в первую очередь символическое значение как научные приключения и образцы жертвенности. Для будущего же их значение заключалось в том, что учёные обеспечивали себе таким образом право на участие в крупных экспедициях на суше и на море…— Гуннар Бруберг

## Рекомендации